# Familie Jones – Zu perfekt, um wahr zu sein
Familie Jones – Zu perfekt, um wahr zu sein (Alternativtitel: The Joneses – Verraten und verkauft) ist ein US-amerikanischer Spielfilm aus dem Jahr 2009. Der Film handelt von einer angeblichen Familie Jones, deren Mitglieder durch verdecktes Marketing bei ihren Nachbarn die Verkaufszahlen steigern sollen. Nach der Premiere beim Toronto International Film Festival am 13. September 2009 folgte die Kinopremiere erst im folgenden Frühjahr. In Deutschland erschien der Film am 25. Februar 2011 auf DVD.

## Handlung
Steve und Kate Jones ziehen mit ihren jugendlichen Kindern, Mick und Jenn, in einen wohlhabenden Vorort. Sie leben in einem luxuriös ausgestatteten Haus und wecken schnell das Interesse der Nachbarn, weil sie immer die besten Produkte haben und die angesagtesten Läden kennen. Doch in Wirklichkeit sind die vier neuen Einwohner gar keine Familie. Kate ist eine führende Mitarbeiterin eines Marketingunternehmens und gemeinsam mit ihren angeblichen Verwandten nur daran interessiert, die Verkaufszahlen zu steigern, indem die „Familie“ bei allen Gelegenheiten auf die Marken hinweist.
Nach 30 Tagen im neuen Zuhause kommt KC, die Chefin des Unternehmens, zu den Joneses, um eine erste Zwischenbilanz zu ziehen. Bei den Verkaufszahlen schneidet Steve am schlechtesten ab. Kate reagiert verärgert, weil sie denkt, dass er den Erfolg gefährdet. Steve, der in seinem früheren Beruf unzufrieden war, spürt ein menschliches Interesse an seiner falschen Ehefrau und bemüht sich deshalb um eine bessere Verkaufsstrategie mit Multiplikatoren. Die Zahlen steigen nun deutlich, und den Joneses wird der Icon-Status, die höchste Auszeichnung für solche Marketinggruppen, in Aussicht gestellt.
Doch unterdessen scheint die vorbildliche „Familie“ Jones zu zerbrechen. Mick freundet sich mit seiner unscheinbaren Mitschülerin Naomi an. In Abwesenheit seiner angeblichen Eltern verteilt er auf einer Party harten Alkohol an die jungen Gäste und bietet Naomis Bruder eine Spritztour in seinem Auto an. Naomi folgt ihnen in alkoholisiertem Zustand und wird bei einem Verkehrsunfall verletzt. Als Mick den Bruder küssen will, bezieht er Prügel. Steve und Kate verteidigen ihn später gegenüber einem Polizisten, worauf er seine Homosexualität eingesteht. Die nymphoman veranlagte Jenn verzweifelt, als der ältere Nachbar Alex Bayner nach einer sexuellen Affäre nichts mehr von ihr wissen will.
Steve erhält aufgrund seiner erfolgreichen Tätigkeit von KC die Chance, in eine andere „Familie“ zu wechseln, doch er lehnt das Angebot aus Sympathie zu seinen derzeitigen „Verwandten“ ab. Dann verschärft sich die Krise; Larry, sein bester Freund in der Nachbarschaft, kann die Kredite für das Haus nicht mehr bezahlen. Er hat sich angesichts seiner reichen Nachbarn verschuldet, um seiner Frau, die bei Partys Kosmetikartikel verkauft, zu imponieren und begeht in seinem Pool Selbstmord.
Nach diesem Schock verrät Steve vor der versammelten Nachbarschaft seine wahre Identität und erklärt, wie das Marketing funktioniert. Kate und die Kinder setzen sich sofort ab und werden in eine neue „Familie“ integriert. Steve ist jedoch so in Kate verliebt, dass er sich auf die Suche nach ihr begibt. Er findet sie mit einem neuen „Ehemann“ und kann sie schließlich überreden, ihn zu seinen echten Verwandten nach Arizona zu begleiten.

## Hintergrund
Der Familienname Jones ist nicht zufällig gewählt. Er ist im englischsprachigen Raum sehr häufig anzutreffen. Außerdem gibt es dort die Redewendung „keeping up with the Joneses“ (mit den Joneses mithalten), die sich darauf bezieht, dass Menschen wegen der Vergleiche mit ihrer Umgebung größeren Besitz und Statussymbole anstreben.
Der Film wurde in Atlanta und anderen Städten im US-Bundesstaat Georgia gedreht.

## Rezeption
Daniela Panzitta weist bei Moviemaze auf die allgegenwärtige Werbung in der modernen Welt hin und schreibt: „Dieser amüsanten und durchaus diskussionswürdigen Frage widmet sich Derrick Borte mit The Joneses auf humorvolle aber leider etwas zu oberflächliche Art und Weise.“ Sie vermisst allerdings „in letzter Konsequenz die kritische Auseinandersetzung“. Immerhin rege der Film „dazu an, sich einmal zu überlegen, wie sehr man selbst von Angeboten beeinflusst wird und ob man seine Verhaltensmuster nicht irgendwo im Film wiederfindet.“